# Пілот-4
Пілот-4 (англ. Pilot 4), інша назва NOTS 4 — американський космічний апарат, спроба запуску відбулась 25 серпня 1958 року за програмою Пілот, засекреченою на момент запуску. Після 0,75 с польоту вибухнув один з двох двигунів першого ступеня.

## Опис
Апарат первісно розроблявся як військовий метеорологічний супутник із короткою підготовкою до запуску для вивчення погоди навколо об'єкта атаки. Він мав діаметр 20 см, масу 1,05 кг і один прилад — дуже простий інфрачервоний пристрій лінійного сканування для створення грубих зображень поверхні. Циліндр кільцевої форми монтувався навколо останнього ступеня ракети-носія, NOTS-3SM (тридюймовий кулястий двигун НОТС, англ. NOTS 3 in. Spherical Motor), який мав залишатись приєднаним до супутника. Обертання апарата навколо поздовжньої осі мало стабілізувати його в польоті завдяки ефекту гіроскопа.

## Запуск
25 серпня 1958 року літак Douglas F4D Skyray злетів з повітряної бази військово-морського флоту США Поінт-Мугу (англ. Naval Air Station Point Mugu) і запустив супутник ракетою-носієм Пілот у зоні викиду над протокою Санта-Барбара (англ. Santa Barbara Channel Drop Zone). Після 0,75 с польоту вибухнув один з двох двигунів першого ступеня.